# Гуни (Чечня)
Гуни (чечен. Гуьна) — село в Веденском районе Чеченской Республики. Административный центр Гунинского сельского поселения.

## География
Село расположено в междуречье двух его левых притоков реки Гумс, в 18 км к северо-востоку от районного центра Ведено.
Ближайшие населённые пункты: на севере — село Марзой-Мохк, на северо-востоке — сёла Ачирешки и Эникали, на востоке — село Гезинчу, на юго-востоке — сёла Агишбатой и Меседой, на северо-западе — село Сержень-Юрт, на юго-западе — село Хаджи-Юрт.

## История

### В древности
В катакобном могильнике аланской культуры, разрушенном при строительстве дороги в селе, была обнаружена монета середины VIII века.

### XX век
В период с 1944 по 1958 год, после выселения чеченцев и ликвидации Чечено-Ингушской АССР, село носило название Таши и входило в состав Веденского района ДАССР.
После восстановления Чечено-Ингушской АССР селу было возвращено его прежнее название.

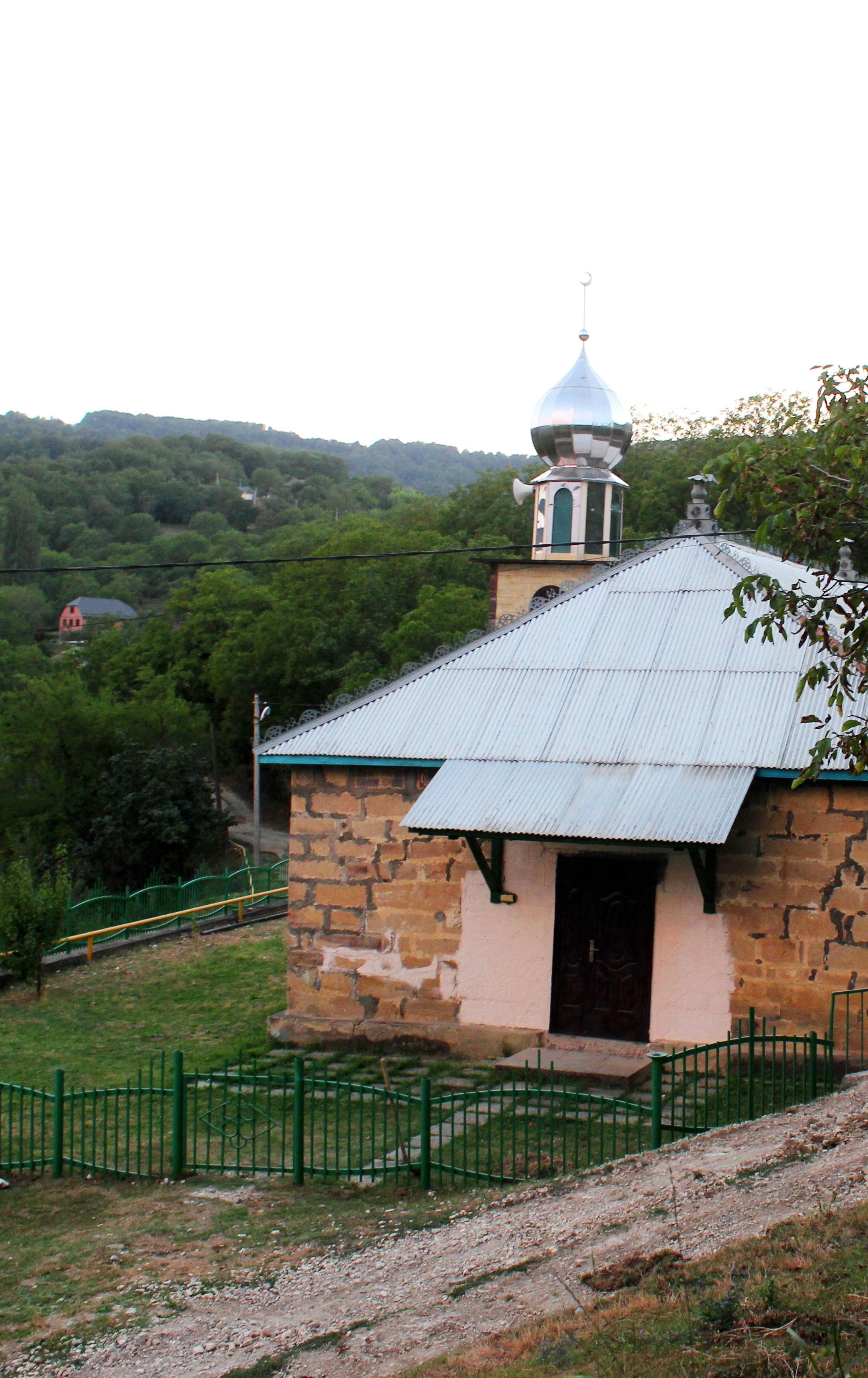
Мечеть в селении Гуни

## Население
| 1990 | 2002 | 2010 |
| ---- | ---- | ---- |
| 1000 | ↘647 | ↗849 |